# Bettiscombe

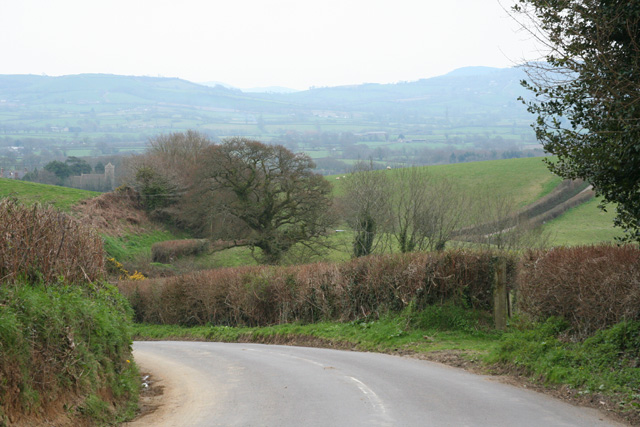
Bettiscombe vista da nord (chiesa visibile a media distanza, a sinistra)

Bettiscombe è un piccolo villaggio e parrocchia civile nella parte occidentale del Dorset, in Inghilterra, situata nella Marshwood Vale, a 6,4 km ad ovest di Beaminster. La stima di metà anno del Dorset County Council del 2013 sulla popolazione della parrocchia civile è di 50 abitanti.

## Storia
La chiesa parrocchiale, dedicata a Santo Stefano, ha due finestre nel presbiterio e forse una nella torre ovest risalente al 1400 circa, sebbene il resto della struttura sia stato ricostruito nel 1862.

## La leggenda del teschio urlante
Bettiscombe Manor, una casa padronale nel villaggio, è conosciuta come "La casa del teschio urlante" a causa di una leggenda risalente al XVII secolo. Anche altre storie di fantasmi sono associate al maniero. La leggenda sostiene che il teschio sia quello di uno schiavo giamaicano appartenuto a John Frederick Pinney.
Azariah Pinney e la sua famiglia fu cacciato dalle loro tenute a Nevis e fece ritorno nella casa di famiglia di Bettiscombe Manor nel 1830, accompagnato da uno schiavo nero. Mentre era al servizio del suo padrone, il servo si ammalò gravemente di sospetta tubercolosi. Mentre giaceva morendo, il servo giurò che non avrebbe mai riposato a meno che il suo corpo non fosse tornato nella sua terra natale di Nevis, ma quando morì, John Frederick Pinney si rifiutò di pagare per una sepoltura così costosa e fece invece seppellire il corpo nel cimitero della chiesa di Santo Stefano. Dopo la sepoltura, la sfortuna ha afflitto il villaggio per molti mesi e si sono sentite urla e pianti provenienti dal cimitero. Altri rumori furono segnalati dalla casa padronale, come il crepitio delle finestre e le porte che sbattevano da sole. Gli abitanti del villaggio andarono nel maniero per chiedere consiglio. Il corpo del servo fu riesumato e il corpo portato nella casa padronale. Nel corso del tempo lo scheletro è scomparso da tempo, ad eccezione del cranio che è rimasto nella casa per secoli.
Nel 1963 un professore di anatomia umana e comparata presso il Royal College of Surgeons dichiarò che il cranio non era quello di un uomo di colore ma quello di una donna europea di età compresa tra i venticinque e i trent'anni.